# 卡琳·赛克
卡琳·赛克（德語：Karin Seick，1961年11月11日—），德国女子游泳运动员。她曾代表西德参加1984年和1988年夏季奥林匹克运动会游泳比赛，其中1984年奥运会获得一枚银牌和二枚铜牌。